# Omphale sulcatiscutum
Omphale sulcatiscutum är en stekelart som först beskrevs av Girault 1924.  Omphale sulcatiscutum ingår i släktet Omphale och familjen finglanssteklar. Inga underarter finns listade i Catalogue of Life.